# Tortuga D' Artagnan
La Tortuga D'Artagnan (título en inglés, Touché Turtle), es el dibujo animado de una tortuga antropomórfica, parlante con acento francés, que fue creada por The Ozz en estudios chafirete 409 y en los estudios de animación estadounidenses de Hanna-Barbera y cuyas aventuras comenzaron a emitirse por las emisoras de televisión sindicadas estadounidenses el 3 de septiembre de 1962, dentro del programa infantil las Nuevas series animadas de Hanna-Barbera (The Hanna-Barbera New Cartoon Series), de media hora de duración, coincidiendo con las series del Lagarto Juancho y de Leoncio León y Tristón.

## Personajes
- La Tortuga D'Artagnan: Se trata de una tortuga con el cuerpo de color verde. De concha formada de elementos hexagonales de color verde oliva oscuro y con la panza a franjas horizontales de color crema. Sus extremidades inferiores son cilíndricas acabadas en tres uñas semejantes a las de una tortuga, mientras que las superiores constan de manos antropomórficas de tres dedos más uno prensil. 
Anda erecta como los homínidos. Es muy ágil y a veces le gusta columpiarse de un lado a otro colgada de una cuerda, además dentro de su concha dispone de teléfono donde recibe los encargos de sus trabajos.
Viste un ostentoso sombrero de ala ancha de color blanco adornado con una bella pluma de color encarnado y blande un florete corto viejo con la punta retorcida en forma de zig-zag. Su valentía tan sólo tiene parangón con su incapacidad de pensar antes de actuar. No es de extrañar que su frase favorita sea entonces: "¡¡¡D'artagnan al ataqueee ...!!!!"
- Dum-Dum:Se trata de un enorme perro ovejero de la raza Bobtail, que sigue fielmente a la Tortuga D'Artagnan allá donde quiera que acuda. 
Es alto, corpulento y de color blanco con cola larga arqueada hacia arriba. El flequillo típico de su especie le cae sobre la frente, pero no le impide la visión, tal vez más nítida que la de su propio jefe. Sus orejas son largas y negras.
Sobre su cabeza, sombrerito rojo con cinta negra y una plumita rizada amarilla adornándolo. Al cuello una bufanda roja. 
Tan sólo es gracias a Dum-Dum, sus consejos y sus cuidados que D'Artagnan consigue sobrevivir a duras penas.

## Argumento
La Tortuga D'Artagnan está claramente basada en el personaje de la novela de Alejandro Dumas, Los Tres Mosqueteros y D'Artagnan.
Tal como éste, la tortuga asume un papel de héroe caballeresco. Pero en manos de Hanna-Barbera, se convierte en un papel totalmente cómico. Pues si bien la Tortuga acude sin atisbo de duda a resolver cualquier amenaza por mortal que esta resulte, su impulsividad e irracionalidad harán que sus actuaciones despierten nuestra sonrisa.

## Elenco
- Tortuga D´Artagnan: Bill Thompson dio voz al intrépido espadachín para la versión original, con un marcado acento francés. En la versión latina Luis Manuel Pelayo fue el encargado de doblar a la tortuga en la mayoría de los episodios. Santiago Gil dobló algunos de los episodios.[2]

- Dum-Dum: Alan Reed puso voz al fiel edecán de la tortuga. Francisco Colmenero, se encargó de la versión española.[2]

## Episodios
La serie original consta de 52 capítulos. La emisión de la primera temporada dio comienzo en 1962 año en el que se emitieron 18 capítulos. En 1963 se emitieron los siete restantes que completaban la temporada y ese mismo año se dio inicio a la emisión de la segunda temporada con la emisión de 27 capítulos más hasta agosto.
A continuación se da referencia de los episodios con su título traducido del inglés y el título original, con una breve sinopsis siempre que ha sido posible ser recogida.
1. ª Temporada 1962
  1. La ballena del cuento (Whale of a Tale) (1960) : El Capitán Ahab llama a la Tortuga D'Artagnan para que le ayude a capturar a la mítica ballena.
  2. Héroe cero (Zero Hero): 1962
  3. Dilly of a Lilly Una planta carnívora se escapa de un laboratorio científico, provocando el pánico en la ciudad.
  4. Misil Perdido (Missing Missile): 1962 Los Militares prueban una nueva arma. Un misil pensante que actúa por su propia voluntad, una vez lanzado, éste provocará el caos en la ciudad.
  5. Lago Serpiente (Lake Serpent): 1962
  6. Los Insectos (You Bug Me): 1962 D'Artagnan se las verá con una horda de insectos gigantes, que resultarán más simpáticos de lo que parecen.
  7. Rodar un fantasma (Roll a Ghoster): 1962
  8. El Gigante de dos cabezas (Giant Double Header): 1962
  9. El perdedor se lo lleva todo (Loser take All): 1962 La Tortuga D'Artagnan se encontrará inmersa en el cuento de la Tortuga y la Liebre en la que el premio será la mano de una princesa.
  10. Sacas dos del lio (Takes Two To Tangle): 1962 D'Artagnan y Dum Dum se apostarán para prevenir el robo de un banco sólo para descubrir que el jefe de los ladrones es otro D'Artagnan.
  11. El Señor Robot (Mr Robots): 1962 Un robot fuera de control causará el pánico
  12. D'Artagnan al murciélago (Touché at Bat): 1962
  13. Billy el Bribón (Billy The Cad): 1962
  14. Perro aturdido (Dog Daze): 1962
  15. Hormiga y furia (Ant and Rave): 1962 La Tortuga mosquetera acude al rescate de la compañía exterminadora Ajax cuando su pícnic se ve inundado de hormigas.
  16. El Caballero Negro (Black is the Knight): 1962 La Tortuga D'Artagnan y Dum Dum acuden al rescate de la princesa que ha sido encerrada en un torreón por el Caballero Negro.
  17. Dragón a lo largo (Dragon Along): 1962 D'Artagnan es llamado por un rey que quiere acabar con un dragón que se burla de él.
  18. Susto por Satélite (Satellite Fright): 1962 D'Artagnan es llamado para vigilar un depósito de píldoras antigravedad. Todo va bien hasta que un espía intenta apoderarse del producto.
  19. Amigo oveja (Sheppy Time Pal) 1963:
  20. Sextos marcan el anuncio (Hex Marks The Spot) 1963
  21. Atrapen al gato como puedan (Catch As Cat Can): 1963 D'Artagnan se encargará de proteger a un ratoncito de un gato perverso. Esto resultará más arduo de lo que la tortuguita hubiera podido imaginar.
  22. Mar para dos (Sea For Two): 1963 El Pirata Jolly Roger desafiará a un duelo a D'Artagnan.
  23. El Gran Matón (High Goon): 1963
  24. Abuela ilegal (Grandma Outlaw): 1963
  25. Control de desafío (Duel Control): 1963
2. ª Temporada 1963:
  1. Conejo Veloz (Rapid Rabbit): 1963 En este episodio D'Artagnan se enfrenta a su mayor enemigo. El conejo le desafía a una carrera.
  2. El Héroe pulgar (Thumb Hero): 1963 D'Artagnan es llamado para que resuelva una cadena de robos en joyerías.
  3. La siesta del Gato (Kat Napped): 1963 Un canario desesperado llamará a D'Artagnan para que le ayude con un gato que le persigue.
  4. Romeo, D'Artagnan y Julieta (Romeo, Touché, and Juliet): 1963 Romeo llama a D'Artagnan para que le ayude a enamorar a Julieta.
  5. El Gran Mordisco (The Big Bite): 1963 Un científico loco crea un mosquito gigante. A D'Artagnan le toca la papeleta de derrotar al monstruo. La frase del mosquito es de lo más original "Trinicas trinicas".
  6. El Platillo Volador Hechicero (Flying Saucer Sorcerer): 1963 Un platillo volador aterriza en la ciudad, cuando D'Artagnan y Dum Dum se acercan a investigar aparece un marciano que usará el cuerpo de D'Artagnan para moverse por la ciudad.
  7. La Lámpara de Aladino (Aladdin's Lampoon): 1963 El Genio de Aladino se ha rebelado contra su amo y está haciendo las cosas a su albedrío. Aladino le pide a D'Artagnan que lo ponga en su lugar.
  8. Licencia de Caza (Haunting License): Un hombre compra un castillo para descubrir que una espada encantada le persigue sin descanso. Por ello llama a D'Artagnan para que le libre de un espectro tan recalcitrante.
  9. El Fantasma farsante (The Phoney Phantom): 1963
  10. El último puesto de D'Artagnan (Touché's Last Stand): 1963
  11. Ternera del Jefe (Chief Beef): 1963 John Smith es capturado por los Indios por ello llama a D'Artagnan para que lo libere.
  12. Como Salvaje, Hombre (Like Wild, Man): 1963 Robinson Crusoe llamará a D'Artagnan, para que civilice a su visitante salvaje. Pero tendrá que ir con cautela de no convertirse en sopa de Tortuga.
  13. Por falta de Licencia (Dum De Dum Dum): 1963
  14. ¿Y tú D'Artagnan? (Et Tu Touché?): 1963
  15. La Hazaña del Dragón (Dragon Feat): 1963
  16. La Caperucita Roja (Red Riding Hoodlum): 1963 Un clásico dentro de las series animadas de los personajes de Hanna Barbera. La Caperucita pide la colaboración de La Tortuga D'Artagnan para que le ayude a llegar a casa de su abuela y librarse del Lobo.
  17. Masa Nueces (Dough Nuts): 1963
  18. Salva este trance por mi (Save The Last Trance For Me): 1963 Hipno Harry planea hipnotizar a D'Artagnan y convertirlo en su compinche para sus robos. Primero planea robar el puente de Brookling y después el Empire State Building.
  19. Waterloo para dos (Waterloo For Two): 1963 Napoleón llama a D'Artagnan para que le eche una mano en la batalla de Waterloo.
  20. Los Hampones de Robin (Robin Hoodlum): 1963 Robin Hood quiere tomarse unas vacaciones y llama a D'Artagnan para que le sustituya.
  21. El Zapato debe Continuar (The Shoe Must Go On): 1963
  22. Héroe pato (Quack Hero): Ha llegado un nuevo héroe a la ciudad; el Pato Dinámico. Y se ha propuesto dejar sin trabajo a la Tortuga D'Artagnan. Por ello nuestro entrañable héroe se plantea si ha llegado el momento de retirarse.
  23. Aliblaba y los cuarenta ladrones (Aliblabber And The Forty Thieves): 1963.
  24. Fuera de Orbita (Out Of This Whirl): 1963 El Capitán Marte es un actor que realiza un show de televisión pero ahora recibe amenazas de un marciano real. D'Artagnan es requerido para que lo proteja.
  25. Héroe de media concha (Hero On The Half Shell): 1963
  26. Tortuga pieflojo (Tenderfoot Turtle): 1963
  27. Paz y disturbios (Peace & Riot): 1963